# دیوید اسکاراموزا
دیوید اسکاراموزا (انگلیسی: Davide Scaramuzza؛ زادهٔ ۲ آوریل ۱۹۸۰) دانشمند در زمینه محلی‌سازی و نقشه‌برداری همزمان اهل ایتالیا و از دانش‌آموختگان انستیتو تکنولوژی فدرال زوریخ است.